# یواس‌اس تاسکامبیا (۱۸۶۲)
یواس‌اس تاسکامبیا (۱۸۶۲) (به انگلیسی: USS Tuscumbia (1862)) یک کشتی بود. این کشتی در سال ۱۸۶۲ ساخته شد.